# Хелицеры

Различные формы хелицер: А — двучлениковые, в форме подклешен (пауки), B — двучлениковые, в форме клешней (сольпуги), C — трёхчлениковые, в форме клешней (сенокосцы).

Хелице́ры (лат. chelicerae, от др.-греч. χηλή «клешня» и κέρας «рог») — ротовые придатки паукообразных и некоторых других членистоногих, по наличию которых эта группа получила название хелицеровых. Обычно состоят из 2 или 3 члеников и имеют вид клешней или подклешен. У пауков на вершине хелицер открываются протоки ядовитых желёз.

## Разнообразие хелицер

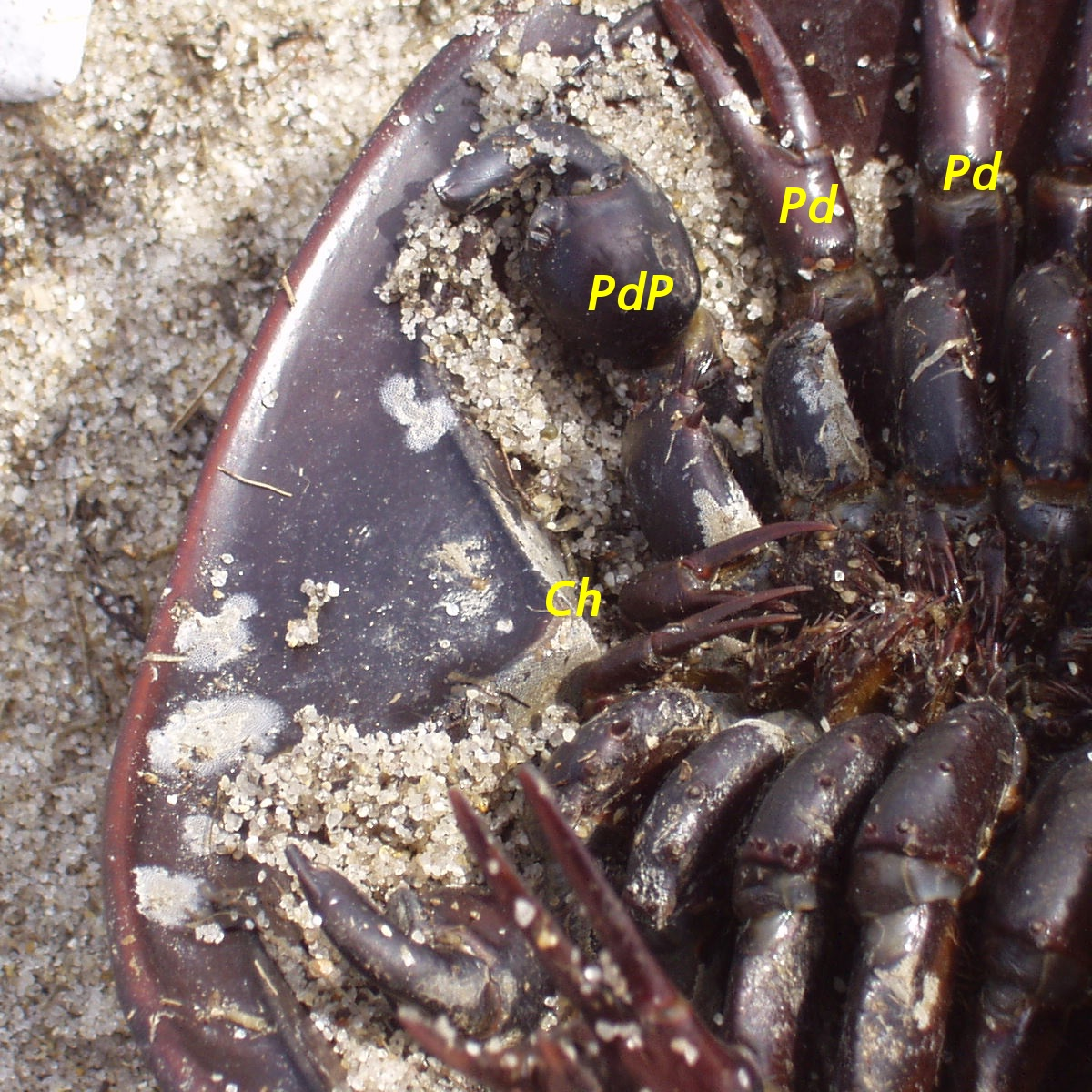
Мечехвост, вид снизу: Ch — хелицеры, PdP — педипальпы, Pd — ходильные ноги.

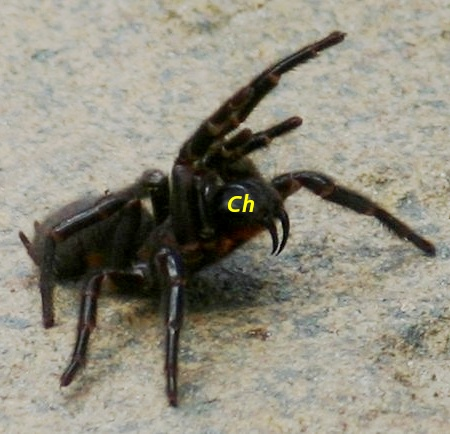
Ортогнатные хелицеры (Ch) паука Atrax robustus: когти хелицер направлены вперёд и вниз параллельно друг другу.

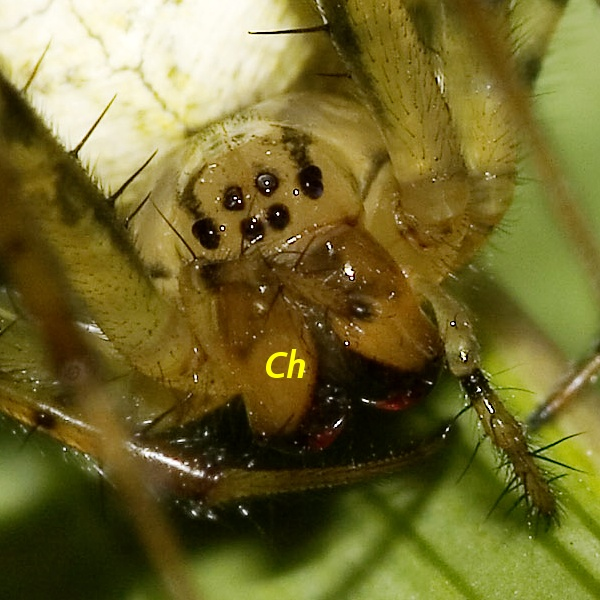
Лабидогнатные хелицеры (Ch) паука Metellina sp.: когти хелицер направлены навстречу друг другу.

Трёхчлениковые клешневидные хелицеры, вероятно, представляют собой исходный (плезиоморфный) для хелицеровых вариант строения и характерны для мечехвостов, ракоскорпионов (эвриптерид), скорпионов, клещей и сенокосцев.
Двучлениковые клешневидные хелицеры характерны для сольпуг и ложноскорпионов.
Двучлениковые хелицеры в форме подклешен, вероятно, представляют собой наиболее специализированный вариант строения этих придатков. Согласно гипотезе Джеффри Шульца, их следует рассматривать как синапоморфию группы Tetrapulmonata (четырёхлегочные), объединяющей пауков и близкие к ним отряды фринов, шизомид и телифонов. Известны два варианта их строения: ортогнатный и лабидогнатный. При ортогнатном подвижные когти хелицер направлены вперёд и вниз параллельно друг другу, при лабидогнатном когти направлены с боков к плоскости двусторонней симметрии тела навстречу друг другу. Лабидогнатные хелицеры характерны только для аранеоморфных пауков.

## Гомологи хелицер в других группах членистоногих
Согласно широко распространённым представлениям, восходящим к классическим работам Роберта Снодграсса, хелицеры считались конечностями первого послеротового сегмента, вошедшего в состав головогруди хелицеровых, гомологичными 2-й паре антенн ракообразных или не получающим развития зачаточным вторым антеннам неполноусых. Эта точка зрения основана на том, что хелицеры иннервируются от тритоцеребрума — третьего отдела надглоточного ганглия (так же как антенны II жвалоносных), а остальные конечности хелицеровых получают иннервацию от ганглиев брюшной нервной цепочки. Кроме того, в эмбриональном развитии хелицеровых, как утверждали сторонники этой гипотезы о гомологизации хелицер, были найдены два сегмента, предшествующие сегменту хелицер, то есть, столько же, сколько сегментов у жвалоносных перед сегментом антенн II.
Работы конца XX века по изучению паттернов экспрессии Hox-генов в зародышах членистоногих показали, что хелицеры гомологичны первой паре антенн ракообразных и неполноусых, а данные о дополнительном сегменте перед сегментом хелицер, имеющемся у зародыша, не получили подтверждения. Эта точка зрения в настоящее время считается общепризнанной среди специалистов в области биологии развития членистоногих. При этом варианте гомологизации конечностей следует признать, что у хелицеровых тритоцеребрум не вошёл в состав надглоточного ганглия, а хелицеры иннервируются от дейтоцеребрума (так же как антенны I жвалоносных).
Хелицерам могут быть гомологичны хелифоры морских пауков (Pycnogonida).